# Argostolion
Argostolion este un oraș în Grecia, capitala centrului administrativ Kefalonia din 1757.